# Gul ferams
Gul ferams eller gult hundbär (Disporum uniflorum) är en växtart i släktet Disporum och familjen tidlöseväxter. Den beskrevs av John Gilbert Baker 1875.
Arten är en flerårig ört och förekommer i vilt tillstånd i Kina och på Koreahalvön. Den odlas även som prydnadsväxt.